# 全日本大学カーリング選手権大会
全日本大学カーリング選手権大会（ぜんにほんだいがくカーリングせんしゅけんたいかい）は、大学のカーリングにおける全国大会。日本カーリング協会が主催し、開催地のカーリング協会が協賛する形で毎年冬に開催されている。

## 歴史
第1回は2010年12月に青森市スポーツ会館で開催。

## 出場資格
該当年度において、日本カーリング協会に競技者登録された全員が同じ大学に在学する選手によって構成され、日本カーリング協会に加盟する都道府県ブロックから推薦されたチームであること。

## 大会方式
予選のリーグ戦、決勝のトーナメント戦ともに8エンド制で実施される。すべての試合において、8エンド終了時点で同点の場合は、エキストラエンドを実施する。
また、予選リーグで同率のチームが複数ある場合は、日本カーリング協会が定める競技規則により予選の順位が決定し、タイブレークは実施しない。

## 歴代大会
| 回 | 日程                      | 会場                                           | 男子優勝                  | 女子優勝              |
| -- | ------------------------- | ---------------------------------------------- | ------------------------- | --------------------- |
| 1  | 2010年12月17日 - 12月19日 | 青森市スポーツ会館カーリングホール             | 青森中央学院大学 (青森県) | 札幌国際大学 (北海道) |
| 2  | 2011年12月9日 - 12月11日  | 帯広市カールプレックスおびひろカーリングホール | 帯広畜産大学 (北海道)     | 城西大学 (埼玉県)     |
| 3  | 2012年12月7日 - 12月9日   | 帯広市カールプレックスおびひろカーリングホール | 青森中央学院大学 (青森県) | 城西大学 (埼玉県)     |
| 4  | 2013年11月22日 - 11月24日 | 名寄市道立公園サンピラーパークカーリングホール | 北見工業大学 (北海道)     | 札幌国際大学 (北海道) |
| 5  | 2014年11月22日 - 11月24日 | 妹背牛町カーリングホール                       | 札幌学院大学 (北海道)     | 札幌学院大学 (北海道) |
| 6  | 2015年12月4日 - 12月6日   | どうぎんカーリングスタジアム                   | 札幌学院大学 (北海道)     | 札幌学院大学 (北海道) |
| 7  | 2016年12月2日 - 12月4日   | 軽井沢アイスパーク                             | 北見工業大学 (北海道)     | 札幌学院大学 (北海道) |
| 8  | 2017年12月1日 - 12月3日   | みちぎんドリームスタジアムカーリングホール     | 長野大学 (長野県)         | 札幌国際大学 (北海道) |
| 9  | 2018年11月30日 - 11月2日  | 妹背牛町カーリングホール                       | 札幌国際大学 (北海道)     | 札幌学院大学 (北海道) |
| 10 | 2019年11月29日 - 12月1日  | どうぎんカーリングスタジアム                   | 札幌国際大学 (北海道)     | 北海道大学 (北海道)   |
| 11 | 2020年12月3日 - 12月6日   | 軽井沢アイスパーク                             | 中止                      | 中止                  |
| 12 | 2021年12月3日 - 12月5日   | みちぎんドリームスタジアム                     | 東京農業大学 (北海道)     | 帯広畜産大学 (北海道) |
| 13 | 2022年12月2日 - 12月4日   | 稚内市みどりスポーツパーク                     | 札幌国際大学 (北海道)     | 中止                  |
| 14 | 2023年11月29日 - 12月3日  | アルゴグラフィックス北見カーリングホール       | 北海道大学 (北海道)       | 札幌国際大学 (北海道) |
| 15 | 2024年9月12日 - 9月15日   | アドヴィックス常呂カーリングホール             | 北海道大学 (北海道)       | 札幌国際大学 (北海道) |